# Hermbstaedtia glauca
Hermbstaedtia glauca är en amarantväxtart som först beskrevs av Johann Christoph Wendland, och fick sitt nu gällande namn av Heinrich Gottlieb Ludwig Reichenbach och Ernst Gottlieb von Steudel. Hermbstaedtia glauca ingår i släktet Hermbstaedtia och familjen amarantväxter. Inga underarter finns listade i Catalogue of Life.